# Yvon Delbos
Yvon Delbos (ur. 7 maja 1885 w Thonac, zm. 15 listopada 1956 w Paryżu) – francuski polityk, jeden z liderów partii radykalno-socjalistycznej. 
Od 1925 wielokrotny minister, m.in. w latach 1936–1938 minister spraw zagranicznych. W czasie II wojny światowej wywieziony do Niemiec za udział w ruchu oporu. Po wojnie był ministrem spraw wewnętrznych (1947, tymczasowo) i ministrem edukacji (1948-1950).
W 1937 odznaczony polskim Orderem Orła Białego.